# Xian de Longhua
Pour les articles homonymes, voir Longhua.
Le xian de Longhua (隆化县 ; pinyin : Lónghuà Xiàn) est un district administratif de la province du Hebei en Chine. Il est placé sous la juridiction de la ville-préfecture de Chengde.

## Démographie
La population du district était de 334 958 habitants en 1999.